# Водное поло на Панамериканских играх
Ватерпольные турниры Панамериканских игр — соревнования для национальных ватерпольных сборных команд стран Америки, проводимые в рамках Панамериканских игр под эгидой Любительского союза плавания Америки и Панамериканской спортивной организации (PASO).
Панамериканские игры проводятся с 1951 года раз в 4 года в предолимпийский сезон. Мужское Водное поло включено в программу соревнований уже с первых Игр. Женщины в рамках Игр соревнуются с 1999 года.
Наибольшее количество раз в ватерпольных турнирах Панамериканских игр побеждали сборные США (14 раз у мужчин и 6 у женщин). Дважды в мужских турнирах побеждала Аргентина, по одному разу — Бразилия, Мексика и Куба. Один раз в соревнованиях женских команд первенствовала Канада.

## Призёры

### Мужчины
| Год  | Место проведения                         | 1-е место | 2-е место | 3-е место |
| ---- | ---------------------------------------- | --------- | --------- | --------- |
| 1951 | Буэнос-Айрес (Аргентина)                 | Аргентина | Бразилия  | США       |
| 1955 | Мехико (Мексика)                         | Аргентина | США       | Бразилия  |
| 1959 | Чикаго (США)                             | США       | Аргентина | Бразилия  |
| 1963 | Сан-Паулу (Бразилия)                     | Бразилия  | США       | Аргентина |
| 1967 | Виннипег (Канада)                        | США       | Бразилия  | Мексика   |
| 1971 | Кали (Колумбия)                          | США       | Куба      | Мексика   |
| 1975 | Мехико (Мексика)                         | Мексика   | США       | Куба      |
| 1979 | Кагуас (Пуэрто-Рико)                     | США       | Куба      | Канада    |
| 1983 | Каракас (Венесуэла)                      | США       | Куба      | Канада    |
| 1987 | Индианаполис (США)                       | США       | Куба      | Бразилия  |
| 1991 | Гавана (Куба)                            | Куба      | США       | Бразилия  |
| 1995 | Мар-дель-Плата (Аргентина)               | США       | Бразилия  | Куба      |
| 1999 | Виннипег (Канада)                        | США       | Куба      | Канада    |
| 2003 | Санто-Доминго (Доминиканская Республика) | США       | Бразилия  | Канада    |
| 2007 | Рио-де-Жанейро (Бразилия)                | США       | Бразилия  | Канада    |
| 2011 | Гвадалахара (Мексика)                    | США       | Канада    | Бразилия  |
| 2015 | Торонто (Канада)                         | США       | Бразилия  | Канада    |
| 2019 | Лима (Перу)                              | США       | Канада    | Бразилия  |
| 2023 | Сантьяго (Чили)                          | США       | Бразилия  | Аргентина |

### Женщины
| Год  | Место проведения                         | 1-е место | 2-е место | 3-е место |
| ---- | ---------------------------------------- | --------- | --------- | --------- |
| 1999 | Виннипег (Канада)                        | Канада    | США       | Бразилия  |
| 2003 | Санто-Доминго (Доминиканская Республика) | США       | Канада    | Бразилия  |
| 2007 | Рио-де-Жанейро (Бразилия)                | США       | Канада    | Куба      |
| 2011 | Гвадалахара (Мексика)                    | США       | Канада    | Бразилия  |
| 2015 | Торонто (Канада)                         | США       | Канада    | Бразилия  |
| 2019 | Лима (Перу)                              | США       | Канада    | Бразилия  |
| 2023 | Сантьяго (Чили)                          | США       | Канада    | Бразилия  |